# San Vicente Ferrer (1768)
El San Vicente Ferrer (a veces en la  historiografía abreviado como San Vicente) fue un navío de línea de dos cubiertas y 80 cañones, líder de su clase homónima y botado para la Armada Española en 1768. Su epónimo refiere al dominico de origen valenciano San Vicente Ferrer (1350-1419).  De acuerdo con el sistema de clasificación de la Marina Real británica, el buque quedaba categorizado como navío de línea de tercera clase.

## Construcción
Su construcción fue ordenada en Cartagena, en cumplimiento de una Real Orden del 4 de febrero de ese mismo año. Se le colocó la quilla el 10 de junio de 1766, recibiendo su nombre por una norma de 1 de noviembre de 1767. El barco fue botado el 23 de abril de 1768 y puesto en servicio el 17 de junio con Pedro Justiniani al mando. Su artillería resultó ser de 30 cañones de 24 libras en la primera batería, 32 cañones de 18 libras en la segunda y 18 cañones de 6 libras en el alcázar y castillo de popa. Según una Real Orden del 16 de marzo de 1790 las piezas de 24 libras de la primera cubierta se elevaron hasta las 36 libras, lo que se aplicó a todos los navíos de 80 cañones.

## Historia
Tras su puesta en servicio, el buque ecectuó sus pruebas de mar desde su base de Cádiz, desde donde partió el 3 de octubre para un intercambio de prisioneros con destino a Argel bajo el mando de Antonio Vacaro. Miguel de Aranguren fue nombrado capitán del barco en diciembre, y José Díaz Venes en Ferrol en 1769. En abril de 1769, el barco atracó en Cádiz y las reparaciones continuaron en Ferrol en enero de 1771 antes de ser transferido a la reserva y desarmado.
En agosto de 1772 el navío volvió a prestar servicio en el San Pedro de Alcántara para realizar pruebas con Juan del Camino como capitán. En abril de 1774 estuvo en Génova y en junio en Nápoles, desde donde regresó al astillero de Ferrol.

### Guerra anglo-española (1779-1783) y periodo de paz posterior
El buque estuvo en mantenimiento desde el 10 de octubre de 1778, bajo el mando de Francisco Gil y de Lemos, en preparación para la guerra. Partió el 2 de julio de 1779 en la escuadra de cinco navíos de línea de Arce para unirse a la escuadra de la Armada francesa dirigida por d'Orville frente al cabo Finisterre bajo el mando de José Bustillo. Las escuadras se unieron a la flota de Luis de Córdova, que contaba así con 36 navíos de línea. La flota llegó a Brest el 14 de septiembre, de donde zarpó el San Vicente Ferrer el 13 de enero de 1780 con otros 20 navíos de línea y cuatro fragatas. El barco se separó de la flota y llegó a Ferrol el 29 de enero con el San Carlos y el Septentrión. Entre marzo y abril estuvo en el astillero de Ferrol.
El barco partió el 17 de mayo de 1780 con la escuadra de Varanda, compuesta por ocho navíos de línea y dos fragatas, rumbo a Cádiz, llegando el 24 de mayo. El barco partió de Cádiz el 9 de julio como buque insignia de Córdova después de que Gil regresara como comandante para supervisar el bloqueo de Gibraltar. Partió de Cádiz el 31 de julio para patrullar el Cabo de San Vicente. El 9 de agosto, el barco participó en la captura de 55 barcos británicos durante la campaña del Canal de la Mancha, de donde regresó a Cádiz el 29 de agosto con cuantioso botín de guerra.
El barco partió el 27 de julio de 1781 para la expedición de Menorca y en agosto para la del Canal, donde participó en la captura de 24 barcos británicos. En septiembre, el barco combatía a los piratas frente al Cabo de San Vicente y, en marzo de 1782, en una misión similar frente al Cabo Santa María. El buque, con el jefe de escuadra Ponce de León a bordo, tuvo un rol secundario en la batalla del Cabo Espartel del 20 de octubre de 1782 y no participó directamente en combate, por ser de menor andar que otros buques de su escuadra. De ahí regresó a Cádiz y luego a Cartagena, siendo trasladado al astillero el 22 de noviembre y a la reserva en febrero de 1783. En agosto de 1787 se hallaba en pleno proceso de carenado en el Arsenal de Cartagena.
En 1786 el buque fue comandado por José Barrientos, en 1788 por José de Salazar, en 1790 por Pedro Autrán y finalmente por Hermenegildo Barrero, pero el buque estuvo en reserva todo el tiempo.

### Primera Coalición
El buque fue devuelto al servicio activo el 2 de febrero de 1793 bajo el mando de Vicente de Hezeta y fue armado con los referidos cañones de 36 libras en Cartagena. Estuvo adscrito a la escuadra de Francisco de Borja, con la que navegó hacia Cerdeña y la costa occidental de Italia. Regresó a Cartagena luego de que se desatara una epidemia entre la tripulación. El buque tuvo base en Cádiz y posteriormente en Ferrol, desde donde comenzó a patrullar el Golfo de Vizcaya con otros dos navíos de línea y dos fragatas.
El barco arribó a Guetaria tras sufrir daños en un temporal, desde donde se trasladó a Santoña. En agosto de 1795 el barco transportó tropas desde Ferrol a Cádiz, tras lo cual fue destinado a la flota de Mazarredo. El 4 de agosto de 1796 el barco salió de Cádiz en la escuadra de Sebastián Ruiz de Apocada, al mando del comandate brigadier D. Jerónimo González de Mendoza, llevando 740 soldados y pertrechos a Trinidad y Cartagena de Indias. Los demás buques de la escuadra eran los navíos de línea Gallardo, Arrogante y San Dámaso (éstos de 74 cañones) así como la fragata Santa Cecilia y los bergantines San Carlos y Galgo, a los que se les unió la fragata Concha. El buque llegó a Trinidad el 14 de septiembre, donde permaneció tras cancelarse una escala en Cartagena de Indias.

### Invasión de Trinidad y destino final
Iniciada la Guerra anglo-española (1796-1802), el 16 de febrero de 1797, la flota del contralmirante Henry Harvey de la Marina Real británica bloqueó el barco en la bahía de Chaguaramas, donde la tripulación del barco quemó su propia nave al día siguiente para evitar su captura. El comandante del San Vicente Ferrer, Jerónimo Mendoza, fue sometido a Consejo de Guerra resultando absuelto en sentencia del 26 de mayo de 1798, pero el rey Carlos IV no se conformó con la resolución y se determinó que los mandos de la expedición fueran privados de sus empleos durante cuatro años, no siendo rehabilitado el jefe de la escuadra, Sebastián Ruiz de Apodaca hasta el 7 de julio de 1809.